# Anomala sejuncta
Anomala sejuncta är en skalbaggsart som beskrevs av Bates 1888. Anomala sejuncta ingår i släktet Anomala och familjen Rutelidae. Inga underarter finns listade i Catalogue of Life.